# Множина (тип даних)
Множина — абстрактний тип даних і структура даних в інформатиці, є реалізацією математичного об'єкта скінченна множина.
Дані типу «множина» дозволяють зберігати обмежене число значень певного типу без певного порядку. Повторення значень, як правило, неприпустимо. За винятком того, що множина в програмуванні скінченне, воно загалом відповідає концепції математичної множини. Для цього типу в мовах програмування зазвичай передбачені стандартні операції над множинами.
Залежно від ідеології, різні мови програмування розглядають множину як простий чи складний тип даних.

## Теорія типів
В теорії типів множини, в основному, ототожнюються з індикаторною функцією (характеристичною функцією): таким чином, множина значень типу {\displaystyle A}  може бути позначена {\displaystyle 2^{A}} або {\displaystyle P(A)}. (Підтипи або підмножини можуть бути змодельовані уточнювальними типами, а фактор-множини замінені сетоїдами.) Характеристична функція {\displaystyle F} множини {\displaystyle S} визначається так:
{\displaystyle F(x)={\begin{cases}1,&{\text{if }}x\in {\text{ S}}\\0,&{\text{if }}x\not \in {\text{ S}}\end{cases}}}
Теоретично, велика кількість інших абстрактних структур даних може розглядатись як множина з додатковими операціями і/або додатковими аксіомами, накладеними на стандартні операції. Наприклад, абстрактна структура даних купа розглядається як множина структур із min(S) операцією, яка повертає найменший елемент.

## Операції

### Основні теоретико-множинні операції
Визначають такі операції алгебри множин: 
- union(S,T): повертає об’єднання множин S і T.
- intersection(S,T): повертає перетин множин S і T.
- difference(S,T): повертає різницю множин S і T.
- subset(S,T): предикат, що перевіряє чи є множина S підмножиною множини T.

### Статичні множини
Типові операції, які задаються статичною структурою множини S: 
- is_element_of(x,S): перевіряє входження значення X у множину S.
- is_empty(S): перевіряє чи є множина S порожньою.
- size(S) або cardinality(S): повертає число елементів S множини.
- iterate(S): функція, що повертає один довільно вибраний елемент множини S при кожному виклику.
- enumerate(S): повертає у довільному порядку список елементів, які містяться у множини S.
- build({\displaystyle x_{1},x_{2},...,x_{n}}): створює множину зі значеннями {\displaystyle x_{1},x_{2},...,x_{n}}.
- create_from(collection): створює нову множину, яка містить у собі всі елементи даної сукупності або всі елементи, повернуті ітератором.

### Динамічні множини
Динамічні структури зазвичай додають: 
- create(): створює нову, спочатку порожню множину.
- create_with_capacity(n): створює нову, спочатку порожню множину, але розмірністю n.
- add(x,S): додає елемент x до множини S, якщо такого ще не існує
- remove(S,x): видаляє елемент x із множини S, якщо існує.
- capacity(S): повертає максимальне число елементів, яке може містити S.

Деякі множинні структури можуть дозволити собі використовувати лише деякі із цих операцій.  Потреба кожної операції буде залежати від реалізації, а також конкретних значень, що входять до множини, і порядку, у якому вони розташовані у множині. 

### Додаткові операції
Існує багато інших операцій, що можуть бути визначені щодо термінів вище, такі як:
- pop(S): повертає довільно вибраний елемент множини S, і видаляє його з S.
- pick(S): повертає довільно вибраний елемент множини S. З функціональної точки зору мутатор рор може бути інтерпретований як пара селекторів (pick, rest) де rest повертає множину, що включає в себе усі елементи, окрім вибраного.
- map(F,S): повертає множину різних значень, отриманих від F до кожного елемента S.
- filter(P,S): повертає підмножину елементів, що містяться у S, та задовольняють даний предикат P.
- fold(A{\displaystyle _{0}},F,S): повертає значення A, після застосування формули {\displaystyle A_{i+1}:=F(A_{i},e)} для кожного елемента e у S, для деякої бінарної операції F. F повинна бути асоціативною і комунікативною, для того, щоб бути чітко визначеною.
- clear(S): видаляє усі елементи S.
- equal(S{\displaystyle _{1}}, S{\displaystyle _{2}}): перевіряє чи є дві множини рівними (тобто мають усі однакові елементи).
- hash(S): повертає хеш-значення для статичної множини S, таке, якщо equal(S{\displaystyle _{1}},S{\displaystyle _{2}}) тоді hash(S{\displaystyle _{1}}) = hash(S{\displaystyle _{2}}).

Операції для множин, що містять елементи спеціального типу:
- sum(S): повертає суму усіх елементів множини S, для деякого визначення суми. Наприклад, сума для цілих або дійсних чисел може бути визначена так: fold(0, add, S).
- collapse(S): дано множину множин, повертає об’єднання ряду множин. Наприклад, collapse({{1}, {2, 3}}) == {1, 2, 3} може розглядатись як сума.
- flatten(S): дано множину, що складається із множин і атомних елементів (елементи, що не є множиною), повертає множину, елементи якої є початковою множиною верхнього рівня або елементи множини, які входять до цієї множини. Іншими словами, видаляє рівень вкладеності, такий як: collapse але дозволяє атоми. Це може бути зроблено один раз або декілька разів, для того, щоб отримати множину тільки атомних елементів. Наприклад, flatten({1, {2, 3}}) == {1, 2, 3}.
- nearest(S,x): повертає елемент множини S, що є найближчим до значення x.
- min(S), max(S): повертає мінімальний/максимальний елементи множини S.

## Реалізація
Множини можна реалізувати, використовуючи різні структури даних, які забезпечують різні часові затрати і просторові компроміси для різних операцій. Деякі реалізації створені для того, щоб покращити ефективність дуже спеціалізованих операцій, таких як: nearest або union. Реалізації описані для «загального використання», як правило, прагнуть оптимізувати element_of, add та delete операції. Простою реалізацією є використання списку (абстрактний тип даних), ігноруючи порядок елементів та уникаючи їх повтору. Це просто, але неефективно, бо операції на перевірку належності у множині чи видалення елементу O(n) повинні сканувати увесь список. Замість цього, множини часто реалізуються з використанням більш ефективних структур даних, а саме, різних видів дерев, префіксних дерев або хеш-таблиць. 
Так як множини можна інтерпретувати як щось на зразок карти (індикаторною функцією), вони зазвичай реалізуються у той самий спосіб, що і (часткові) карти (асоціативні масиви) – у цьому разі значення кожної пари ключа-значення має тип одиниці або контрольного елемента (наприклад, 1), а саме збалансоване дерево для відсортованого масиву (O(log n) для більшості операцій) або хеш-таблицю для невідсортованого масиву (O(1) в середньому випадку, але O(n) в найгіршому випадку, для більшості операцій). Відсортована лінійна хеш-таблиця може бути використана для забезпечення детерміновано впорядкованих множин.

Крім того, у мовах, які підтримують карти, а не множини, множини можуть бути реалізовані на основі карти. Наприклад, загальна ідіома у мові програмування Perl, що конвертує масив у хеш, чиї параметри приймають параметри контрольного елемента, для використання як масиву: 
```
my %elements = map { $_ => 1 } @elements;
```

Множина в Паскалі

У мові Паскаль множина — складовий тип даних, який зберігає інформацію про присутність у множині об'єктів будь-якого рахункового типу. Потужність цього типу визначає розмір множини — 1 біт на елемент. У Turbo Pascal є обмеження на 256 елементів, у деяких інших реалізаціях це обмеження ослаблене. Приклад роботи з множинами:
```
type

  
{визначаємо базові для множин зліченний тип і тип-діапазон}

  
colors
 
=
 
(
red
,
green
,
blue
)
;

  
smallnumbers
 
=
 
0
..
10
;

  
{визначаємо множини з наших типів}

  
colorset
 
=
 
set
 
of
 
colors
;

  
numberset
 
=
 
set
 
of
 
smallnumbers
;

  
{можна і не задавати тип окремо}

  
anothernumberset
 
=
 
set
 
of
 
0
..
20
;

{оголошуємо змінні типу множин}

var

  
nset1
,
nset2
,
nset3
:
numberset
;

  
cset
:
colorset
;

begin

  
nset1
 
:=
 
[
0
,
2
,
4
,
6
,
8
,
10
]
;
 
{задаємо у вигляді конструктора множини}

  
cset
  
:=
 
[
red
,
blue
]
;
     
{простим перерахуванням елементів}

  
nset2
 
:=
 
[
1
,
3
,
9
,
7
,
5
]
;
    
{порядок перерахування не важливий}

  
nset3
 
:=
 
[]
;
             
{пуста множина}

  
include
(
nset3
,
7
)
;
        
{додавання елемента}

  
exclude
(
nset3
,
7
)
;
        
{вилучення елемента}

  
nset1
 
:=
 
[
0
..
5
]
;
         
{можливо задавати елементи діапазоном}

  
nset3
 
:=
 
nset1
 
+
 
nset2
;
  
{об'єднання}

  
nset3
 
:=
 
nset1
 
*
 
nset2
;
  
{перетин}

  
nset3
 
:=
 
nset1
 
-
 
nset2
;
  
{різниця}

  
if
 
(
5
 
in
 
nset2
)
 
or
       
{перевірка на входження елемента}

    
(
green
 
in
 
cset
)
 
then

    
{…}

end
.

```

## Мультимножина
Узагальненням поняття множини є мультимножина чи  сумка (англ. bag), яка подібна на множину, але дозволяє дублікати (повторення однакових значень).